# پیوند سیاسی صفویان با اتابکان
روابط سیاسی صفویان با اتابکان لر کوچک به اتحاد استراتژیک میان صفویان و اتابکان لر کوچک در سدهٔ ۱۰ قمری/۱۶ میلادی اشاره دارد که از طریق ازدواج‌های فامیلی تحکیم شد. این پیوند نقش مهمی در تثبیت مرزهای غربی ایران و تقویت نظامی صفویان داشت.

## پیشینه
اتابکان لر کوچک که از سدهٔ ۷ قمری بر غرب ایران حکمرانی می‌کردند، نخستین حکومت محلی بودند که شاه اسماعیل صفوی را به رسمیت شناختند. این اتحاد اولیه در دورهٔ شاه طهماسب یکم با ازدواج سیاسی تقویت شد.

## نقاط عطف
- ۹۶۵ قمری/۱۵۵۷ میلادی: ازدواج پریخان خانم (دختر شاه تهماسب یکم) با سلطان بدیع‌الزمان میرزا (از شاهزادگان صفوی)[۹][۵]
- ۹۸۵ قمری/۱۵۷۷ میلادی: ازدواج زیور بیگم (نوه شاه طهماسب) با میر شاهوردی خان خورشیدی (آخرین اتابک لر کوچک)
- ۱۰۱۰ قمری/۱۶۰۱ میلادی: انتصاب میرمظفر خورشیدی (نتیجه پیوند) به امیرالامرایی توسط شاه عباس[۱۰][۱۱]

## نتایج
۱. تثبیت حاکمیت صفویان بر مناطق لرنشین  ۲. همکاری نظامی لرها در جنگ‌های صفوی-عثمانی  ۳. تداوم نفوذ خاندان صفوی در غرب ایران از طریق طایفه میر ارکوازی